# Міністерство управління Хорватії
Міністерство управління Республіки Хорватії (хорв. Ministarstvo uprave Republike Hrvatske) — центральний орган виконавчої влади Республіки Хорватії у сфері державного управління.
У липні 2020 року об'єднане з міністерством юстиції Хорватії у спільне міністерство юстиції та управління Хорватії.

## Діяльність
Завданням цього специфічного міністерства було створення сучасної системи державного управління відповідно до найкращої практики Європейського союзу, яка забезпечила б надання швидких і надійних державних послуг громадянам та іншим особам. На міністерство управління покладалися обов'язки проведення горизонтальних заходів, що мали значення для ефективної роботи всіх державних органів, причетних до системи та організації державного управління та місцевого (регіонального) самоврядування, планування та управління людськими ресурсами на державній службі, професійної підготовки й підвищення кваліфікації та правового статусу працівників органів державного управління і місцевого та регіонального самоврядування, забезпечення послідовності нагородження у всій сфері державної служби, зміцнення рівня етики на державній службі, забезпечення представництва національних меншин в органах державного управління і місцевого (регіонального) самоврядування відповідно до закону, адміністративні процедури і перевірки.
До кола повноважень міністерства входили політична і виборча системи, особистий статус громадян, реєстрація політичних партій, фондів та внесення інших записів, визначених окремими законами; відстеження використання коштів і застосування сучасних методів у царині державного управління, особливо застосування комп'ютерних і комунікаційних систем та впровадження нових технологій у роботі органів державного управління в жупаніях; виконання завдань Міжнародної комісії з цивільного стану, здійснення міжнародного співробітництва з питань адміністративного права, державного управління та місцевого самоврядування.

## Міністри
| Міністр                                  | Час вступу на посаду | Час звільнення з посади | Строк повноважень |
| ---------------------------------------- | -------------------- | ----------------------- | ----------------- |
| Даворін Млакар (ХДС)                     | 6 липня 2009         | 23 грудня 2011          | 900 днів          |
| Арсен Баук (СДП)                         | 23 грудня 2011       | 22 січня 2016           | 1 491 днів        |
| Дубравка Юрліна Алібегович (безпартійна) | 22 січня 2016        | 19 жовтня 2016          | 271 днів          |
| Іван Ковачич (МОСТ)                      | 19 жовтня 2016       | 28 квітня 2017          | 191 день          |
| Дарко Некич (ХДС)                        | 28 квітня 2017       | 9 червня 2017           | 42 дні            |
| Ловро Кущевич (ХДС)                      | 9 червня 2017        | 19 червня 2019          | 759 днів          |
| Іван Малениця (ХДС)                      | 19 червня 2019       | 23 липня 2020           | 400 днів          |